# Idioma baelelea
Baelelea (Mbaelelea) es una lengua salomonense sudoriental que es hablada en la Malaita, por unas 8.800 personas.